# Räntmästare
Räntmästare är en äldre beteckning på den tjänsteman som hade hand om en myndighetsavdelnings ekonomi, eller som mera specifikt förestod myndigheten Räntekammaren. Titeln har använts sedan 1500-talet.